# 家電製品 (2ちゃんねる・5ちゃんねるカテゴリ)
家電製品（かでんせいひん）は、匿名掲示板2ちゃんねる（2ちゃんねる (2ch.net)、2ちゃんねる (2ch.sc)、5ちゃんねる）のカテゴリの1つである。家電製品に関する板がまとめられている。生活家電よりもガジェット系の板が多い。

## 歴史
- 1999年5月30日　携帯・PHS板新設
- 1999年6月29日　家電製品板新設
- 1999年10月24日　カメラ板新設
- 1999年11月21日　AV機器板新設
- 1999年12月18日　デジタルモノ板新設
- 2000年2月3日　ソニー板新設
- 2000年3月4日　ピュアAU板新設
- 2001年3月30日　デジカメ板新設
- 2003年12月22日　携帯アプリ板新設
- 2005年2月25日　ポータブルオーディオ板・ビデオカメラ板・調理家電板・シャワートイレ板新設
- 2005年6月22日　携帯機種板・携帯コンテンツ板新設
- 2005年6月27日　携帯アプリ板を携帯電話ゲーム板に板名変更
- 2008年7月14日　iPhone板新設
- 2010年10月3日　Apple板・スマートフォン板・電池等板新設
- 2012年2月20日　Android板・スマートフォンアプリ板新設
- 2014年7月14日　iOS板新設

## 掲示板
22個の板からなる。（2014年7月現在）

### 家電製品板
家電製品に関する話題を扱う板。AV機器、パソコン、携帯、PHS、カメラ、ピュアオーディオなど専門板があるものは扱わない。

### ポータブルAV板
ポータブルオーディオ機器に関する話題を扱う板。

### ビデオカメラ板
ビデオカメラに関する話題を扱う板。

### 調理家電板
調理家電に関する話題を扱う板。

### シャワートイレ板
シャワートイレ（いわゆる温水洗浄便座・ウォシュレット）やトイレに関する話題を扱う板。

### ソニー板
ソニー株式会社とその子会社(SME・SCEなど)に関する話題を扱う板。

#### 板の歴史
- 2000年2月4日 新設される。
- 2002年2月4日　サーバ移転(→caramel)[1]
- 2002年12月3日　サーバ移転(→hobby2)[1]
- 2004年3月22日　サーバ移転(→hobby3)[1]
- 2004年5月10日　サーバ移転(→hobby5)[1]
- 2005年6月25日　サーバ移転(→hobby8)[2]
- 2007年1月11日　サーバ移転(→hobby9)[3]
- 2007年10月8日　サーバ移転(→hobby10)
- 2008年4月17日 サーバ移転(→hobby11)[4]
- 2008年9月9日 サーバ移転(→gimpo)[5]
- 2010年8月1日 サーバ移転(→toki)[6]
- 2011年12月7日 サーバ移転(→awabi)[7]

### Apple板
Appleに関する話題を扱う板とされている。同カテゴリのiPhone板内でiPadやiPod touchが板違いとして扱われることがあること、Macintoshは新mac板があることに由来しiPadやiPod系の話題のスレッドが多い。

### 携帯・PHS板
携帯・PHS板（けいたい・ピーエイチエスいた）では携帯電話・PHSに関する話題を扱う板。正式名称は「携帯PHS＠2ch掲示板」である。

#### 板の歴史
- 1999年5月30日　bohe.virtualaveサーバーにて新設される。
- 1999年6月12日　サーバ移転。(bohe.virtualave→ohayou)
- 1999年xx月xx日　サーバ移転。(ohayou→aisnet)
- 1999年8月14日　掲示板休止。
- 1999年9月13日　掲示板復活。同時にサーバ移転。(aisnet→2ch.net)
- 2000年3月23日　サーバ移転。(2ch.net→www3)
- 2000年xx月xx日　サーバ移転。(www3→2ch.net)
- 2000年8月29日　サーバ移転。(2ch.net→cheese)
- 2002年4月15日　サーバ移転(cheese→cocoa)
- 2003年2月15日　サーバ移転(cocoa→etc)
- 2004年5月14日　サーバ移転(etc→hobby6)
- 2004年12月8日　サーバ移転(hobby6→hobby7)
- 2006年12月28日　サーバ移転(hobby7→hobby9)
- 2007年10月8日　サーバ移転(hobby9→hobby10)
- 2008年4月17日　サーバ移転(hobby10→hobby11)[4]
- 2008年9月9日　サーバ移転(hobby11→gimpo)[8]
- 2010年8月1日　サーバ移転(gimpo→toki)[9]
- 2011年12月7日　サーバ移転(toki→awabi)[7]

### 携帯機種板
スマートフォン以外の携帯電話端末やメーカーの話題を扱う板。正式名称は「携帯機種＠2ch掲示板」。
元は携帯電話関係全ての話題が携帯・PHS板で語られていたが、2005年6月22日、hobby7サーバに新設、携帯コンテンツ板と共に独立した。

### スマートフォン板
スマートフォンに関する話題を扱う板。

### iPhone板
iPhoneに関する話題を扱う板。正式名称は｢iPhone＠2ch掲示板｣

### Android板
Androidに関する話題を扱う板。正式名称は｢Android(仮)＠2ch掲示板｣

#### 板の歴史
- 2012年2月20日　サーバ新設(anago)[10]

### 携帯コンテンツ板
正式名称は「携帯コンテンツ＠2ch掲示板」である。iPhone以外の携帯電話向けのアプリケーション（着信音、ゲームを除く）に関する話題を扱う。
携帯電話・PHS向けのWebサービスや着うた，ゲーム以外の実用アプリケーションに関する話題を主に扱っている。ゲームが除外されているのは携帯電話ゲーム板が既に存在しているため。元は携帯電話関係全ての話題が携帯・PHS板で語られていたが、2005年6月22日、hobby7サーバに新設、携帯機種板と共に独立した。

### 携帯電話ゲー板
携帯電話・スマートフォンのゲームアプリに関する話題を扱う板。携帯・PHS板から分離して新設された。
携帯電話へダウンロードするものから、モバゲー・GREEといったブラウザゲームの物まで幅色い。

#### 板の歴史
- 2003年12月22日　新設(news6)[11]
- 2004年5月14日　サーバ移転(→hobby6)[11]
- 2004年12月8日　サーバ移転(→hobby7)[11]
- 2006年12月28日　サーバ移転(→hobby9)[12]
- 2007年10月8日　サーバ移転(→hobby10)[13]
- 2008年4月17日　サーバ移転(→hobby11)[14]
- 2008年9月9日　サーバ移転(→gimpo)[15]
- 2008年10月8日　サーバ移転(→anchorage)[16]
- 2010年7月31日　サーバ移転(→toki)[17]
- 2011年12月5日　サーバ移転(→toro)[18]
- 2012年2月4日　サーバ移転(→hayabusa3)[19]

### スマートフォンアプリ板
iPhone以外のスマートフォンのアプリケーションに関する話題を扱う板。正式名称は｢スマートフォンアプリ(仮)＠2ch掲示板｣。
なお、iPhoneのアプリについての話題は、iPhone板で行うことが推奨されている。

#### 板の歴史
- 2012年2月20日　サーバ新設(anago)[10]

### デジタルモノ板
AV機器・モバイル機器・PC関連機器・デジタルカメラ以外のデジタル機器に関する話題を扱う板。

### カメラ板
スチールカメラに関する話題を扱う板。

### デジカメ板
デジタルカメラに関する話題を扱う板。

### AV機器板
AV機器・ホームシアター板(エーブイきき・ホームシアターいた)はAV機器・ホームシアター・映像パッケージなどに関する話題を主に扱う。単にAV機器板と表記されることもある。
主にAV機器に関する話題が行われ、HDTV、レコーダー、シアターセット等に関する購入相談や、操作感・画質の批評が主な話題である。

### ピュアAU板
ピュアオーディオに関する話題を扱う板。

### 電池等板
燃料電池や太陽電池などの電池に関する話題を扱う板。

### iOS板
iOSに関する話題を扱う板。